# ПФК Видима-Раковски (Севлиево)
„Видима-Раковски“ е несъществуващ футболен отбор от Севлиево, България. Играе своите мачове на стадион „Раковски“. Спонсор на отбора е „Идеал Стандарт – Видима“.

## История
В Севлиево през отделни периоди са съществували различни футболни отбори. Най-популярен от тях е „Раковски“, основан 1922 г. От 1943 до септември 1944 г. играе под името „Стефан Пешев-Раковски“ (след обединение със „Стефан Пешев“). Следват поредица от реформи. На 15 февруари 1947 „Раковски“ влиза в състава на новоучреденото физкултурно дружество „Росица“, което обединява всички спортни организации в града, в т. ч. на туристи, колоездачи и мотоциклетисти. През есента на 1949 следват нови промени. Обособени са няколко доброволни спортни организации на ведомствен принцип, най-известна от които е „Червено знаме“. През 1957 те са обединени в ДФС „Раковски“.
По време на сезон 1958/59 футболният тим за кратко носи името на арматурния завод в града – „Стоян Бъчваров“ (дн. „Идеал Стандарт – Видима“ АД). В 1980 ДФС „Раковски“ е преименувано на „Росица“. През 1985 на негова основа се образува ФК „Росица“. В 1990 г. възстановява своето традиционно име – „Раковски“. От 1997 се нарича „Видима-Раковски“ (след обединение с „Видима“, основан през 1993). През 2010 отборът печели промоция в A футболната група, след като завършва на първо място в Западната Б група. През сезон 2014/15 „ПФК Видима-Раковски (Севлиево)“ се отказва от участие в Северозападната В група. През 2015 г. поради липса на финанси отборът е разформиран.

## Наименования
- Раковски (29.02.1922 – 1943)
- Стефан Пешев-Раковски (1943 – 1944)
- Росица (1947 – 1957)
- Раковски (1957 – 1958)
- Стоян Бъчваров (1958 – 1959)
- Раковски (1959 – 1980)
- Росица (1980 – 1990)
- Раковски (1990 – 1997)
- Видима-Раковски (1997 – 2015)

## Успехи
- Дванадесето място в А ПФГ: 2003/04
- Четвъртфиналист в турнира за Купата на България: 2003/04
- Носител на Купата на Аматьорската футболна лига: 1998/99

## Известни футболисти
- Пламен Илиев
- Румен Шанкулов
- Самет Ашимов
- Красен Маринов
- Юлиян Манев
- Николай Калинов
- Георги Христов
- Борислав Дичев
- Милен Цветанов
- Иван Данков
- Емил Митков
- Мариян Германов
- Димитър Сивов
- Мариян Генов
- Георги Кьосев
- Валентин Игнатов
- Христо Терзиев
- Иван Кънев
- Гочо Русев
- Димчо Данов
- Димитър Пемперски
- Красимир Бислимов
- Георги Ковачев
- Атанас Лясков
- Владислав Василев
- Марин Алексиев
- Троян Радулов
- Мартин Подвързачов
- Костадин Зеленков
- Петър Кънчев
- Любомир Божанков
- Владислав Мичев
- Александър Пеев